# Gronau (Leine)
Die Stadt Gronau (Leine) ist eine Stadt im Landkreis Hildesheim im Land Niedersachsen und ist Mitgliedsgemeinde und Verwaltungssitz der Samtgemeinde Leinebergland an der Leine. Am 1. November 2016 wurden in die Stadt einige umliegende Gemeinden eingemeindet. Dadurch hat sich die Einwohnerzahl auf ca. 10.900 verdoppelt und die Fläche auf rund 90 km² mehr als vervierfacht.

## Geografie

### Lage
Gronau befindet sich südwestlich von Hildesheim zwischen Leinebergland im Westen und Innerstebergland im Osten. Es liegt westlich des Hildesheimer Walds und nördlich der Sieben Berge. Die Stadt wird von der Leine durchflossen.
Westlich von Gronau führt ein Abschnitt der B 3 vorbei.

### Stadtgliederung
Zur Stadt Gronau gehören die Ortsteile:
| - Banteln - Barfelde - Betheln - Brüggen - Dötzum - Eddinghausen - Eitzum | - Kernstadt Gronau (Leine) - Haus Escherde - Heinum - Nienstedt - Rheden - Wallenstedt |

## Geschichte

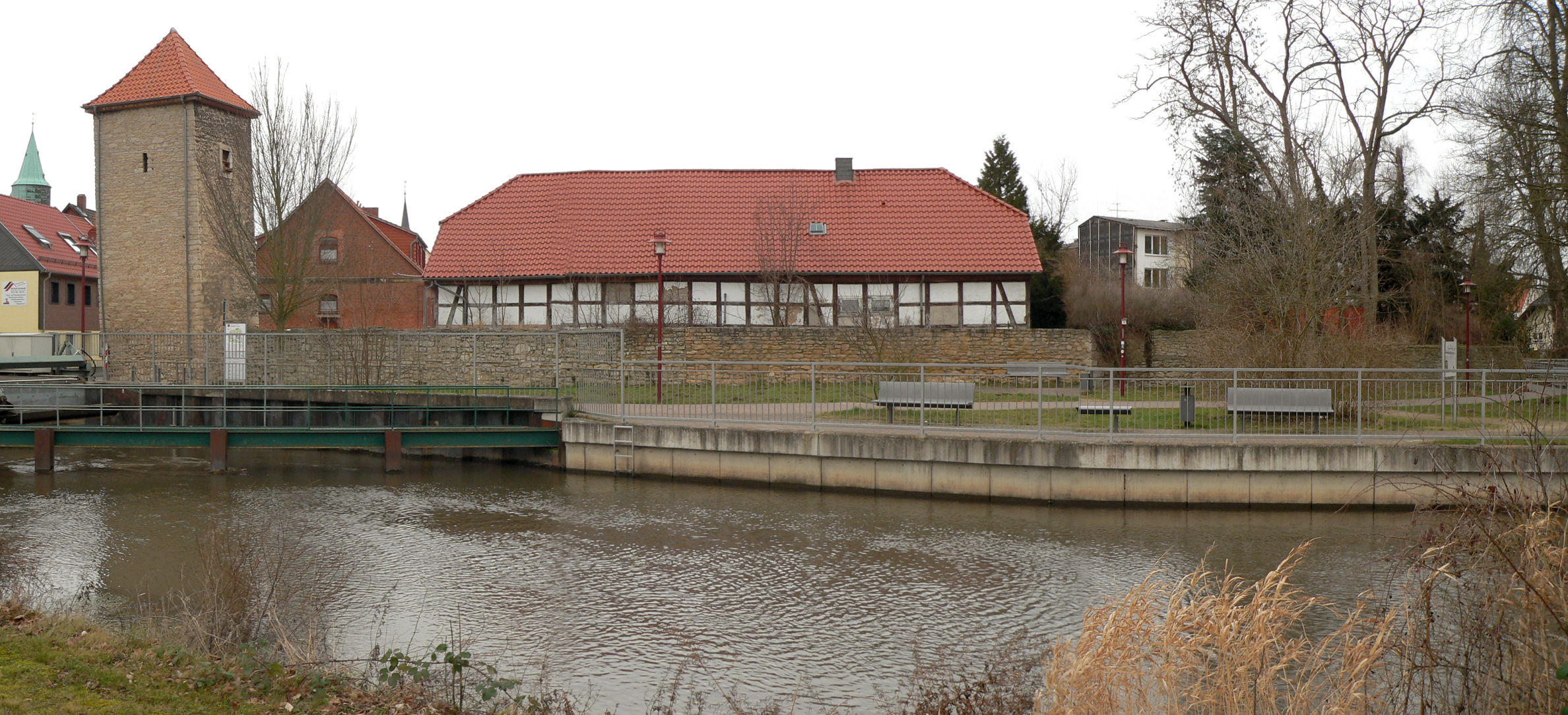
Reste der Stadtbefestigung Gronau mit dem Schiefen Turm an der Stadtmauer und im rechten Bereich früherer Standort der Burg Empne

Die Stadt wurde um das Jahr 1298 durch den Bischof Siegfried II. von Hildesheim auf einem Leinewerder als Gronowe planmäßig gegründet. An einem Flussarm der Leine in der südöstlichen Ecke des Ortes lag die Burg Empne, die in die Stadtbefestigung Gronau einbezogen war. Der Ort war die südwestliche Befestigung des Hochstifts Hildesheim an einem Leineübergang. Der Name Gronowe geht auf die grünen Auen an den beiden Armen des Flusses Leine zurück, die die Stadt mit Wasser versorgten. Zugleich bot diese Lage einen gewissen Schutz für die Bevölkerung. Das damalige Gronau setzte sich aus den Bewohnern der drei vormals unbefestigten Dörfern Lehde, Bekum und Empeda zusammen, die wüst fielen. Nach der Stadtgründung siedelten sich Ritter verschiedener Adelsgeschlechter an, die entlang der Stadtmauer ihre Burgmannenhöfe errichteten.
Im Jahr 1427 trat Gronau der sächsischen Tohopesate bei und wurde damit Hansestadt.
Eine jüdische Gemeinde ist in Gronau seit Anfang des 18. Jahrhunderts belegt. Die Synagoge wurde in den ersten Jahren nach dem Stadtbrand von 1703 errichtet. Die jüdischen Einwohner von Gronau bildeten eine zum Landesrabbinat Hildesheim gehörende gemeinsame Synagogengemeinde mit Banteln. Ab 1828 bestand eine jüdische Volksschule, die aber 1890 wegen rückläufiger Schülerzahlen in eine reine Religionsschule umgewandelt wurde.
Bis 1885 war Gronau Sitz des Amtmanns im Amt Gronau, danach Kreisstadt im neu gebildeten Kreis Gronau bis zu dessen Auflösung und Eingliederung in den Kreis Alfeld am 1. Oktober 1932. Mit dessen Auflösung am 1. August 1977 wurde Gronau dem Landkreis Hildesheim zugeordnet.
Nach jahrhundertelanger Existenz als Ackerbürgerstadt erlebte die Stadt zu Beginn des 20. Jahrhunderts durch die Industrialisierung und den Anschluss an das preußische Eisenbahnnetz (Bahnstrecke Elze–Bodenburg) einen Aufschwung, der sich in einer steigenden Bevölkerungszahl bemerkbar machte.
Im Zweiten Weltkrieg fielen bei drei alliierten Luftangriffen (6. November 1940, 27. Januar 1941, 16. Juni 1941) rund 50 Spreng- und Brandbomben auf die Stadt. Sie verursachten Sachschäden an verschiedenen Gebäuden und führten zu einer verletzten Person.
In den 1980er- und 1990er-Jahren erlebte die Wirtschaft einen erheblichen Strukturwandel. Traditionelle Unternehmen der Industrie bauten Arbeitsplätze in großem Maße ab (Metallindustrie, Chemieindustrie) oder verschwanden ganz (Zuckerfabrik, Papierherstellung). Nach wie vor ist Gronau ein vergleichsweise starker Industriestandort der Branchen Metall, Chemie und Papier. Durch die Ausweisung des Industriegebiets Gronau-West mit guter Verkehrsanbindung ergaben sich seit 2008 neue Perspektiven.
Gronau (Leine) ist zu Beginn des 21. Jahrhunderts Wohnort vieler Berufspendler in die benachbarten Städte und Großstädte wie Hildesheim und Hannover.
Gronau ist Mitglied der Region Leinebergland, eines nach dem Leader-Ansatz gegründeten freiwilligen Zusammenschlusses verschiedener Städte und Gemeinden im südlichen Niedersachsen. 
Eingemeindungen
Am 1. März 1974 wurde die Gemeinde Dötzum eingegliedert.
2014 beschlossen die Gemeinden Banteln, Betheln, Brüggen, Despetal und Rheden sowie die Stadt Gronau, zum 1. November 2016 zu fusionieren. Die fusionierte Gemeinde übernahm den Namen Stadt Gronau (Leine). Gleichzeitig wurde die Stadt Mitglied in der ebenfalls am 1. November 2016 durch Zusammenschluss der Samtgemeinden Duingen und Gronau (Leine) entstandenen Samtgemeinde Leinebergland. Gronau (Leine) war zuvor schon Verwaltungssitz der Samtgemeinde Gronau (Leine).

## Religion
Die Altstadt wird überragt vom mächtigen, 65 Meter hohen Turm der evangelisch-lutherischen St.-Matthäi-Kirche.
Auf dem Evangelischen Friedhof befindet sich die mittelalterliche Lehder St.-Johannis-Kirche, die heute für die Trauerfeiern und gelegentliche Gottesdienste genutzt wird.
Daneben gibt es auch die römisch-katholische St.-Josefs-Kirche, die Klosterkirche eines offiziell nie aufgehobenen Klosters.
Sowohl die evangelische als auch die katholische Kirchengemeinde sind Träger eines Friedhofs (evangelischer Friedhof auf dem Lehder Berg, katholischer Friedhof an der Steintorstraße).
Zudem befindet sich nahe dem Stadtpark die 1983 geweihte neuapostolische Kirche.
Die ehemalige Synagoge ist heute ein Wohnhaus ohne Gedenkplakette und befindet sich in der Südstraße Nr. 14. Einer Zerstörung in der Reichspogromnacht 1938 entging sie knapp – die dichte Bebauung in der Innenstadt ließ ein Übergreifen des Feuers auf andere Häuser befürchten. Allerdings wurde die Inneneinrichtung auf dem Marktplatz verbrannt. Der jüdische Friedhof mit 57 Gräbern befindet sich in der Straße „Hoher Escher“.

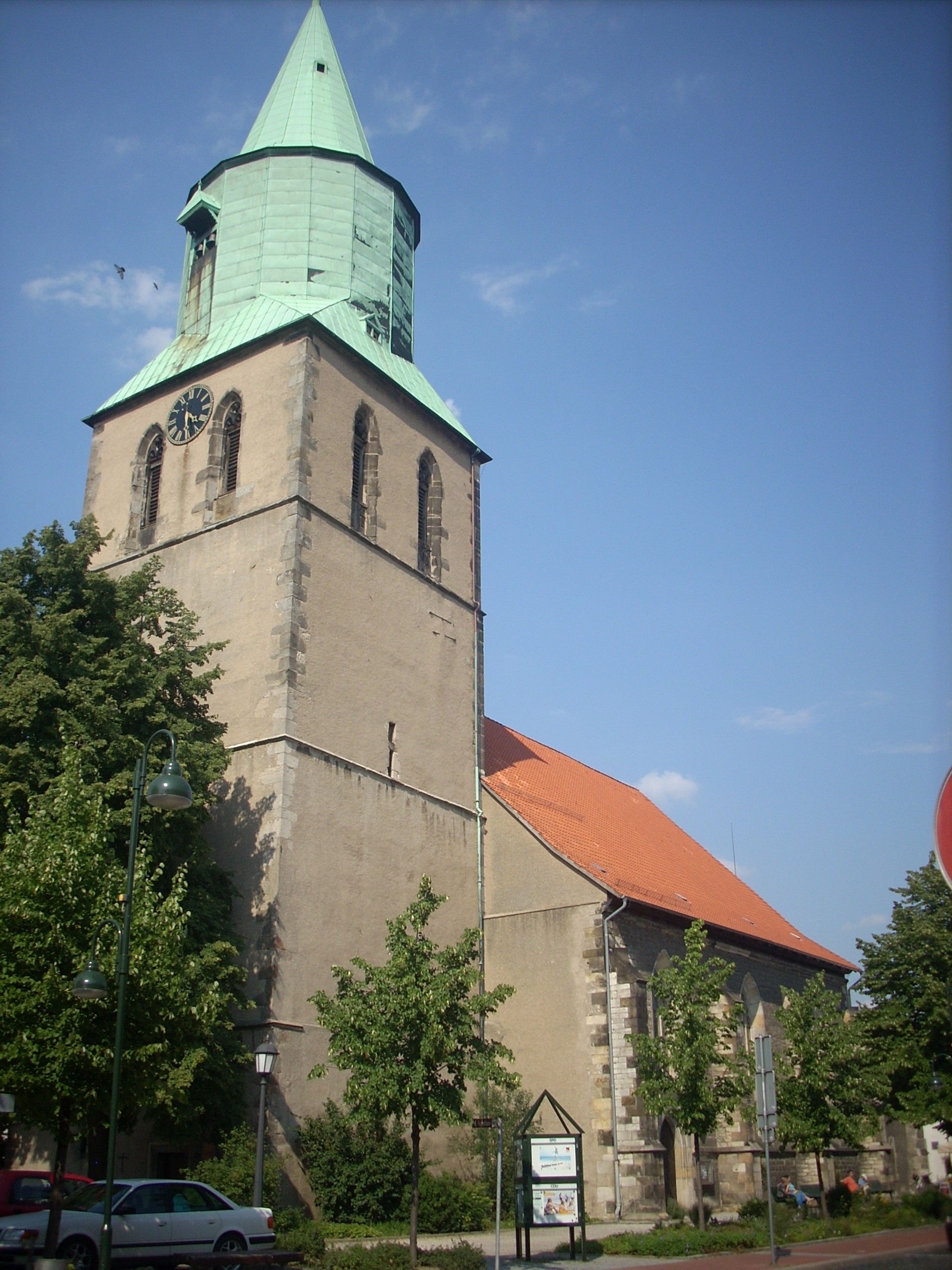
St.-Matthäi-Kirche
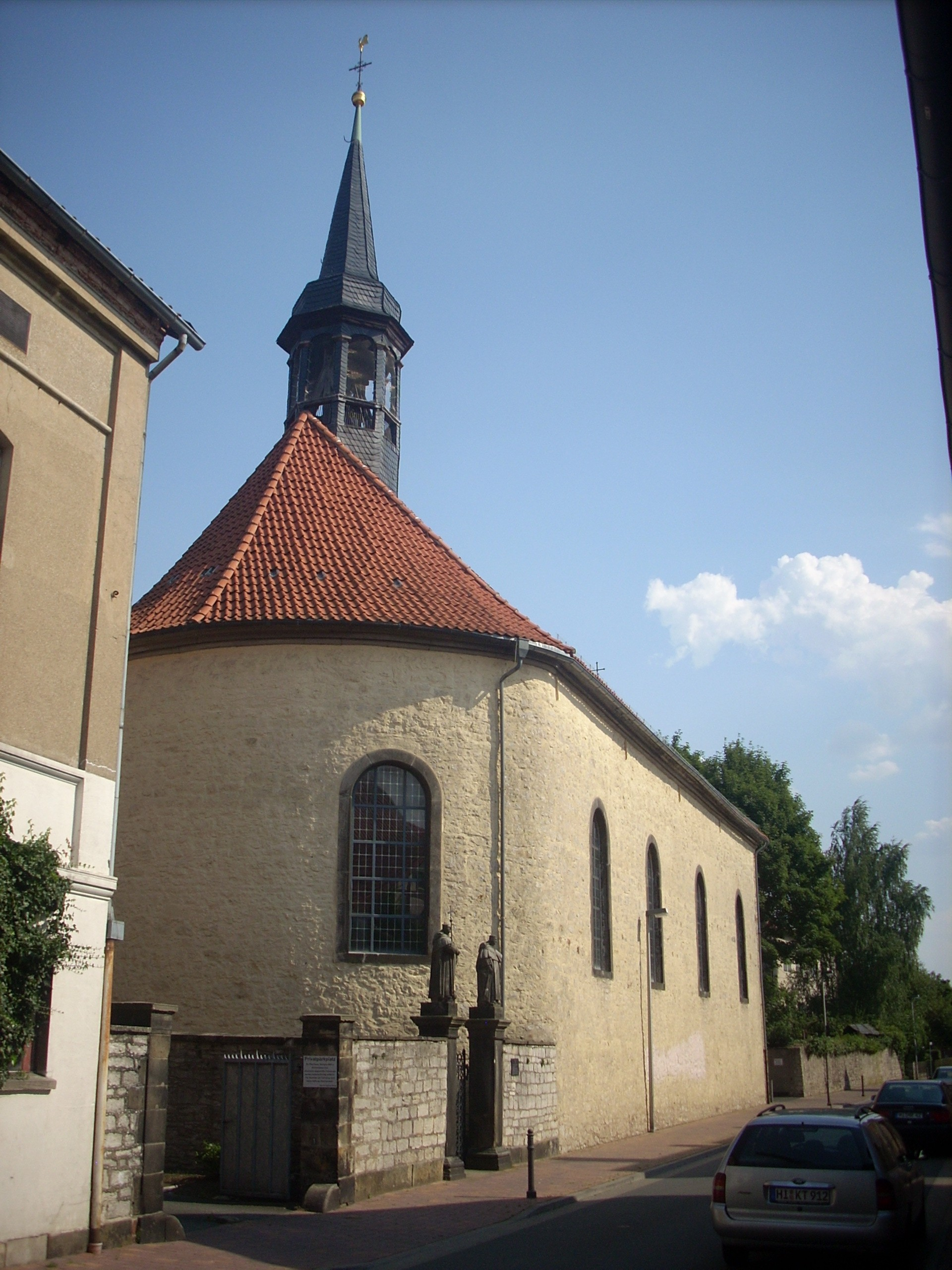
Kath. Kirche St. Joseph
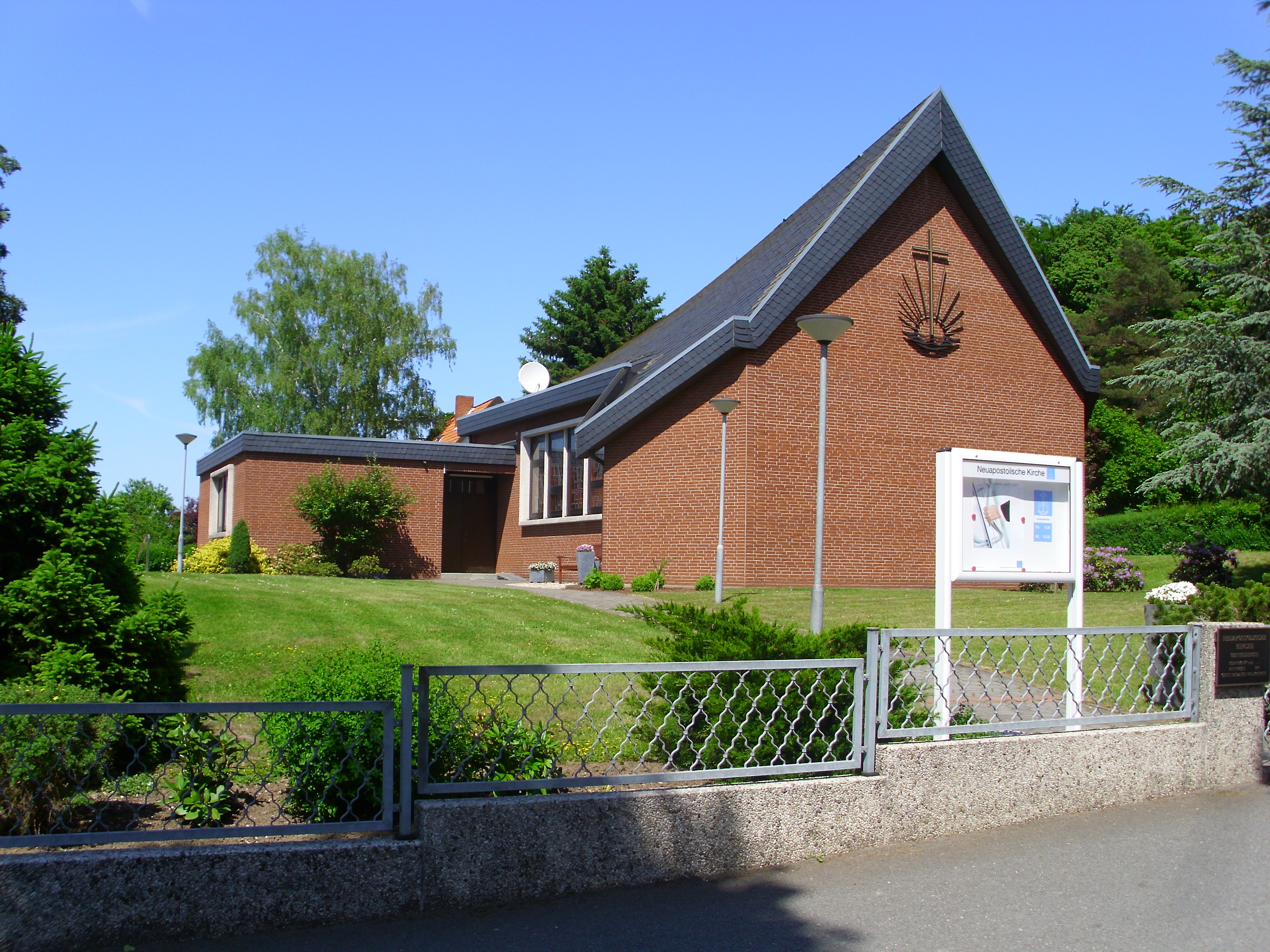
Neuapostolische Kirche
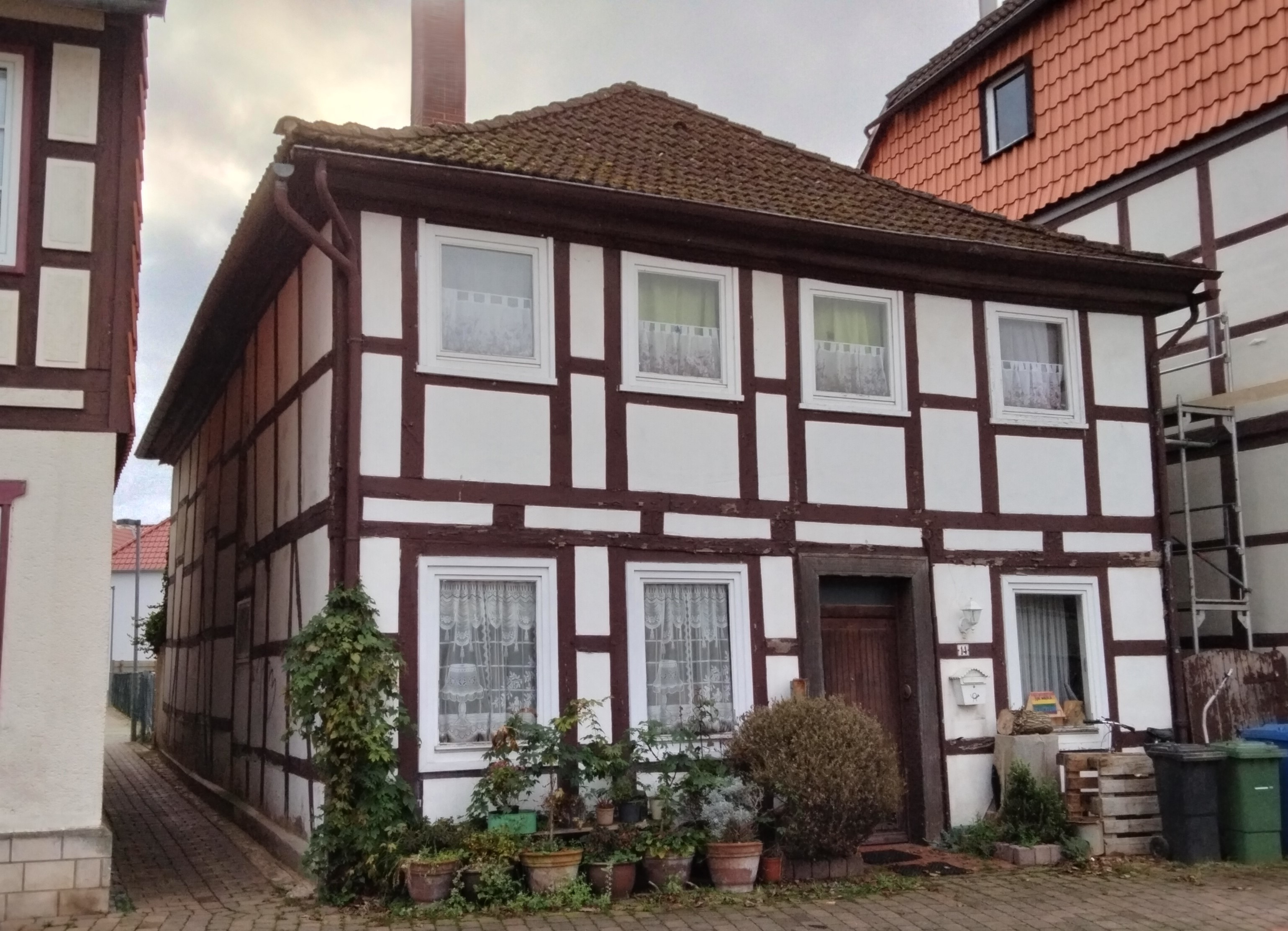
Ehem. Synagoge
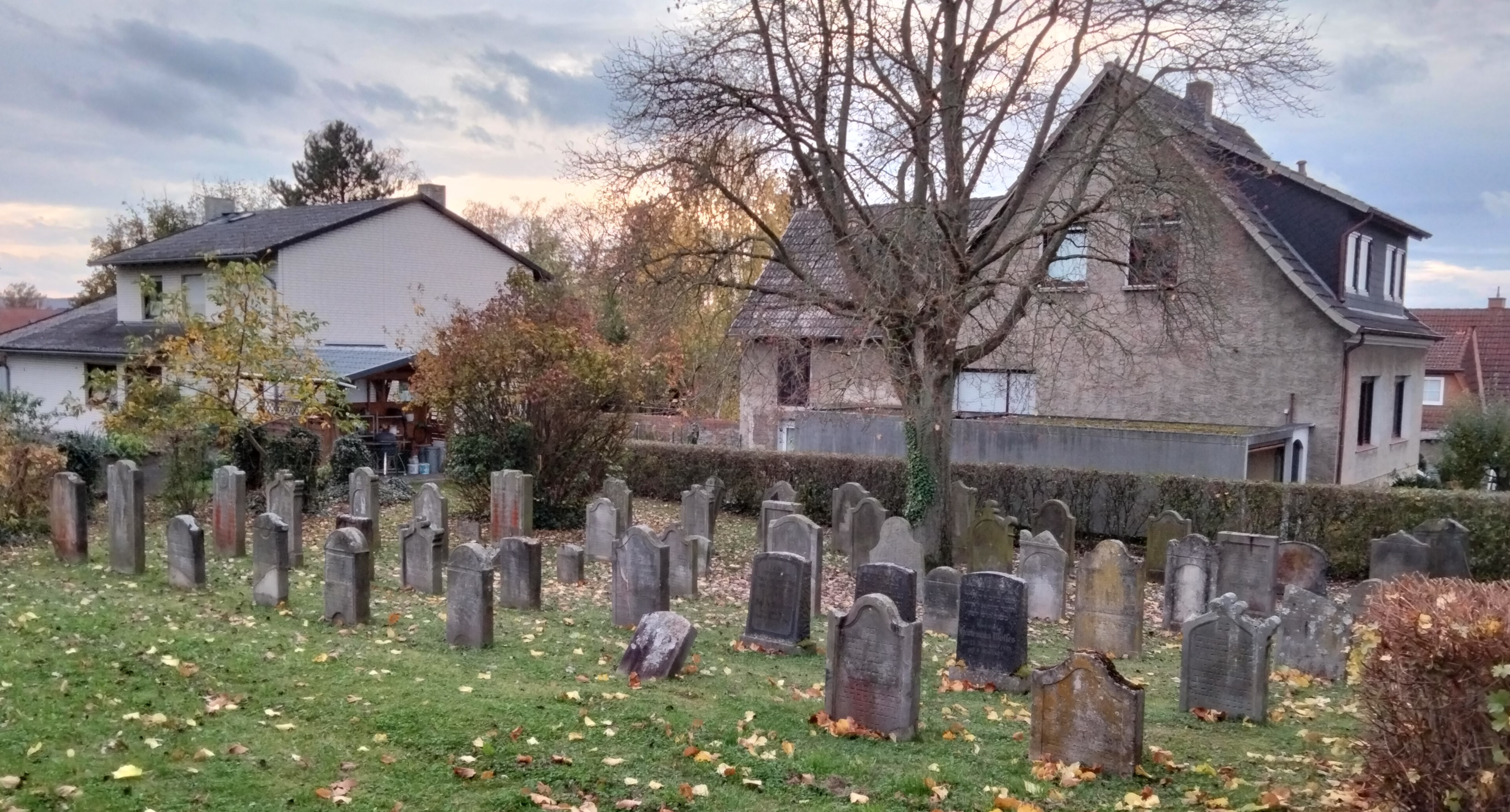
Jüdischer Friedhof 2024
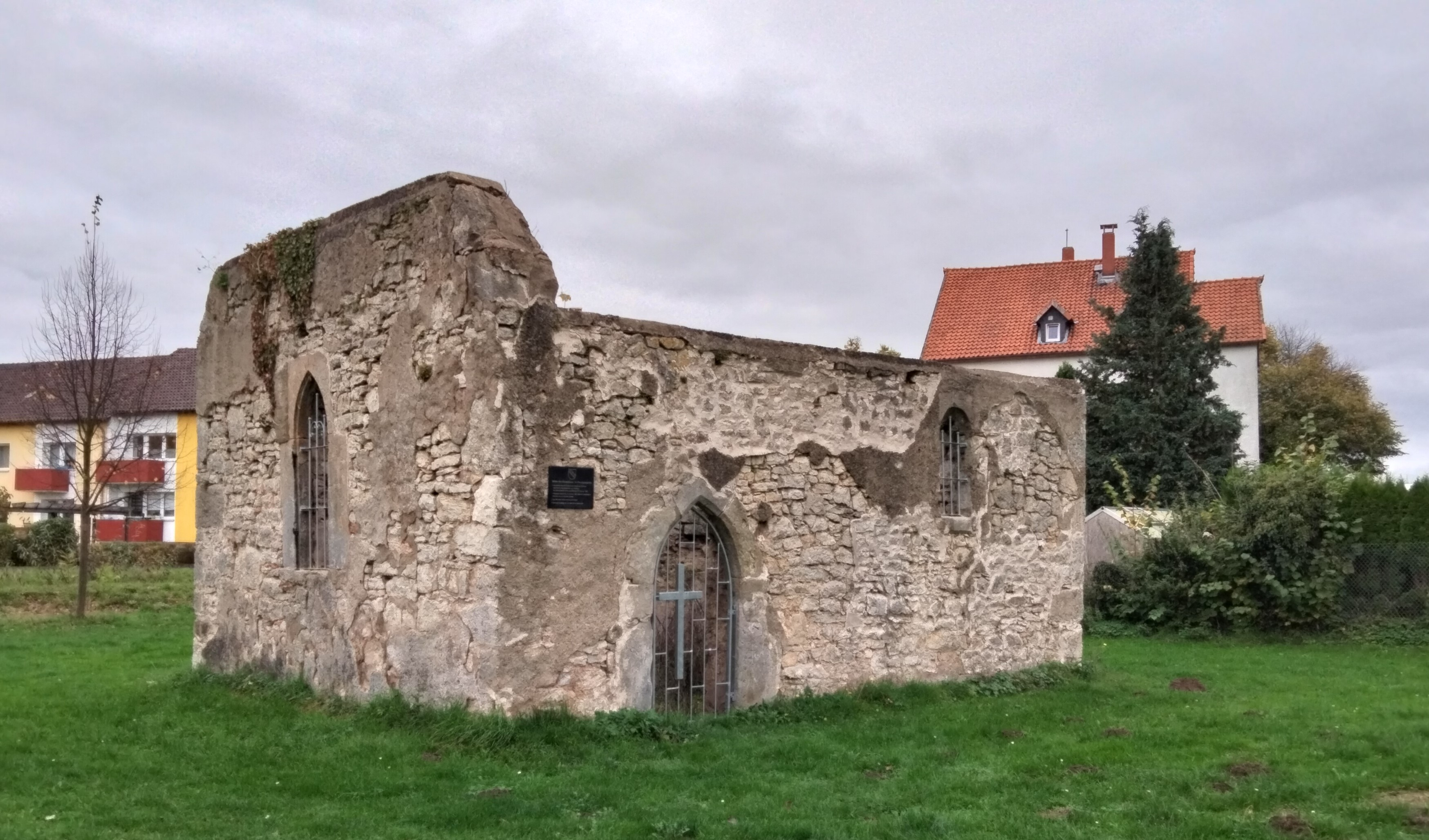
St. Georgskapelle

## Politik

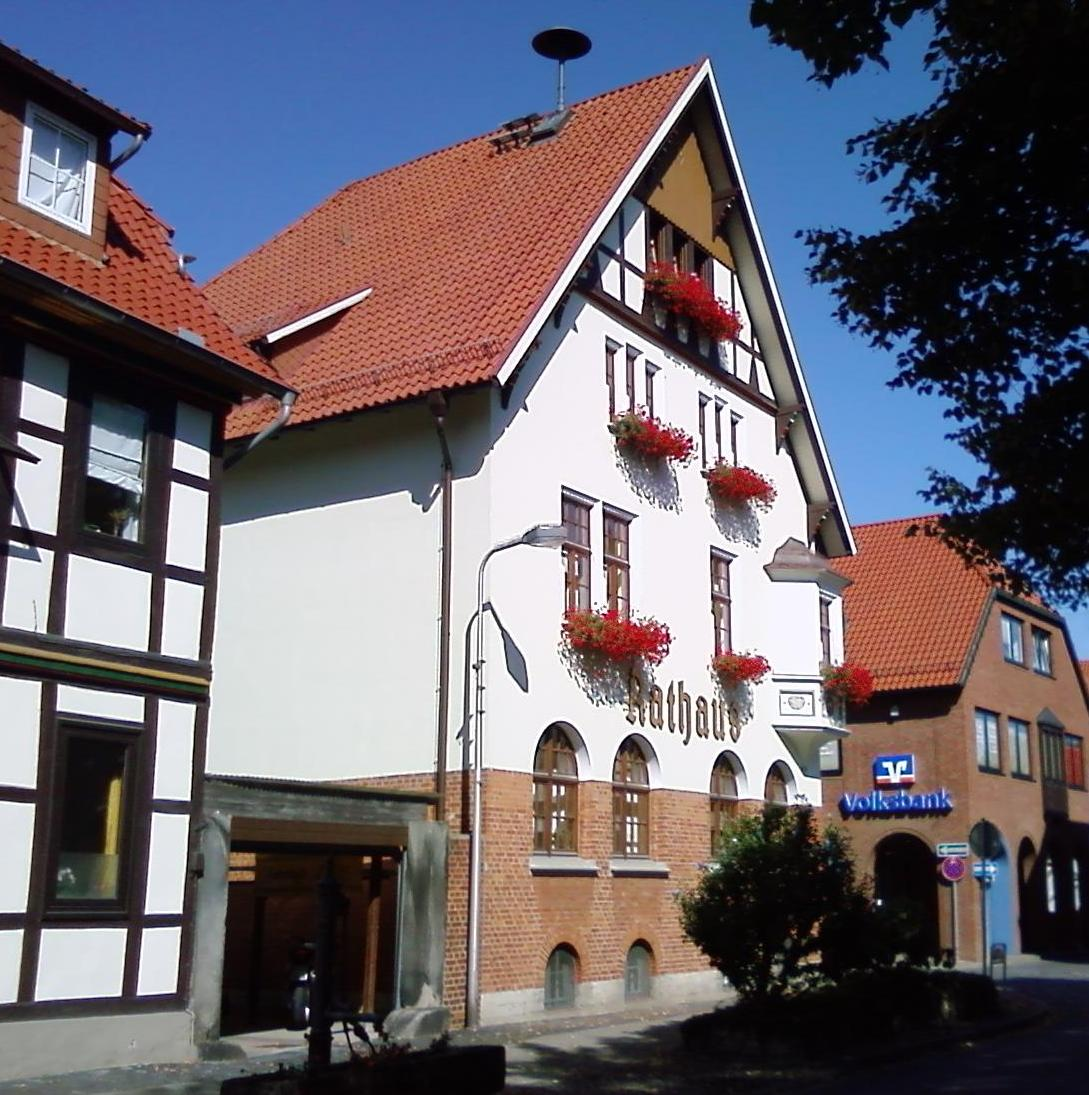
Rathaus Gronau

### Rat der Stadt
Der Rat der Stadt Gronau setzt sich aus 5 Ratsfrauen und 26 Ratsherren folgender Parteien zusammen:
- SPD: 14 Sitze
- CDU: 10 Sitze
- WGL: 3 Sitze
- Grüne: 2 Sitze
- Die Linke: 1 Sitz
- AFD: 1 Sitz

(Stand: Kommunalwahl 11. September 2016)

### Bürgermeister
Der Bürgermeister der Stadt Gronau ist Ulf Gabriel (SPD). Seine Stellvertreter sind Günter Falke (SPD), Eduard Plachta (CDU) und Christine Evers (SPD).

### Wappen
Der Stadt wurde das Kommunalwappen am 28. August 1940 durch den Oberpräsidenten der Provinz Hannover verliehen. Der Landrat aus Alfeld überreichte es am 10. September desselben Jahres.
| Wappen von Gronau | Blasonierung: „Im roten Schild eine goldene Schrägrechtsleiter mit drei senkrecht durchgezogenen Sprossen.“ |
| Wappen von Gronau | Wappenbegründung: Dieses seit Beginn des 18. Jahrhunderts nachzuweisende Wappen (erstmals 1705 belegt) ist im letzten Viertel des 19. Jahrhunderts in unschöner und wenig sinnvoller Weise abgeändert: Schild schrägrechts von Rot und Grün geteilt und belegt mit einer silbernen Schrägrechtsleiter. Wann diese Änderung der Stadt- und Wappenfarben vorgenommen wurde, ist aus den Akten und Ratsprotokollen der Stadt nicht zu ersehen, auch ist sie niemals höherenorts anerkannt worden. Nach Anhörung der Stadträte und Ratsherren beschloss der Bürgermeister am 20. März 1940, zu den alten Stadtfarben Rot-Gold und zu dem in dieser Tingierung gehaltenen Wappen zurückzukehren. |

### Siegel
Das früheste Siegel stammt aus der Mitte des 14. Jahrhunderts und ist als ein Abdruck aus dem Jahr 1434 überliefert. Es zeigt nebeneinander einen Heiligen, vermutlich St. Matthäus und Maria mit dem Christuskind, die zudem in der Linken einen Lilienstab hält. Spätere Abbildungen aus der Zeit des 17. Jahrhunderts zeigen nur die Madonna, die über dem gespaltenen Schild des Stifts Hildesheim wächst, welcher mit einem Schrägbalken als Ortszeichen überdeckt ist. Auf einer Wetterfahne von 1705 ist erstmals die Leiter bezeugt, die aus den früheren Schrägbalken entstand.

### Städtepartnerschaften
- Dovre, Norwegen, seit 2000
- Honiton, Vereinigtes Königreich
- Mézidon-Canon, Frankreich
- Wermsdorf, Deutschland

## Kultur und Sehenswürdigkeiten

### Bauwerke

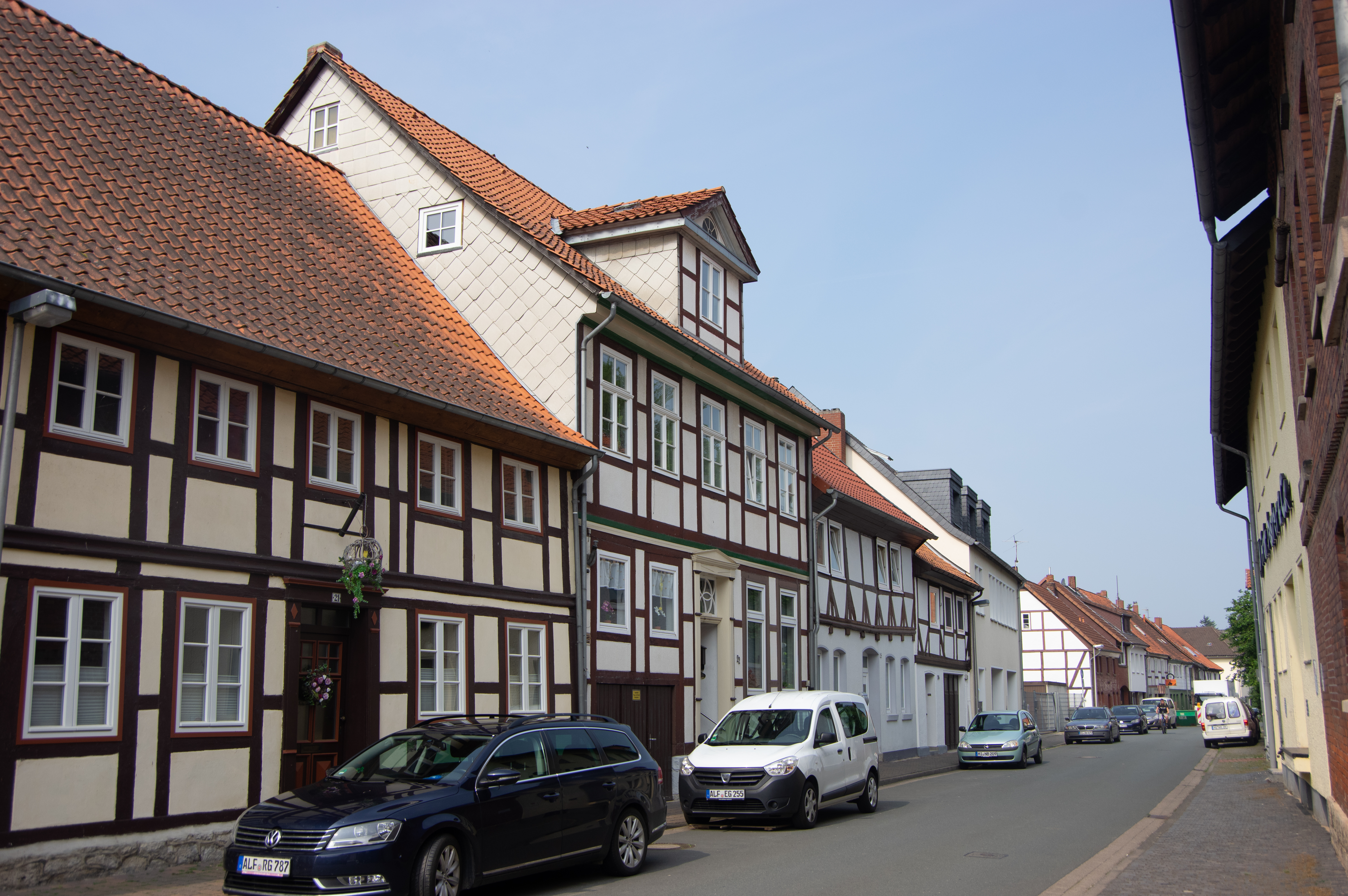
Traufständige Fachwerkhäuser im Altstadtkern

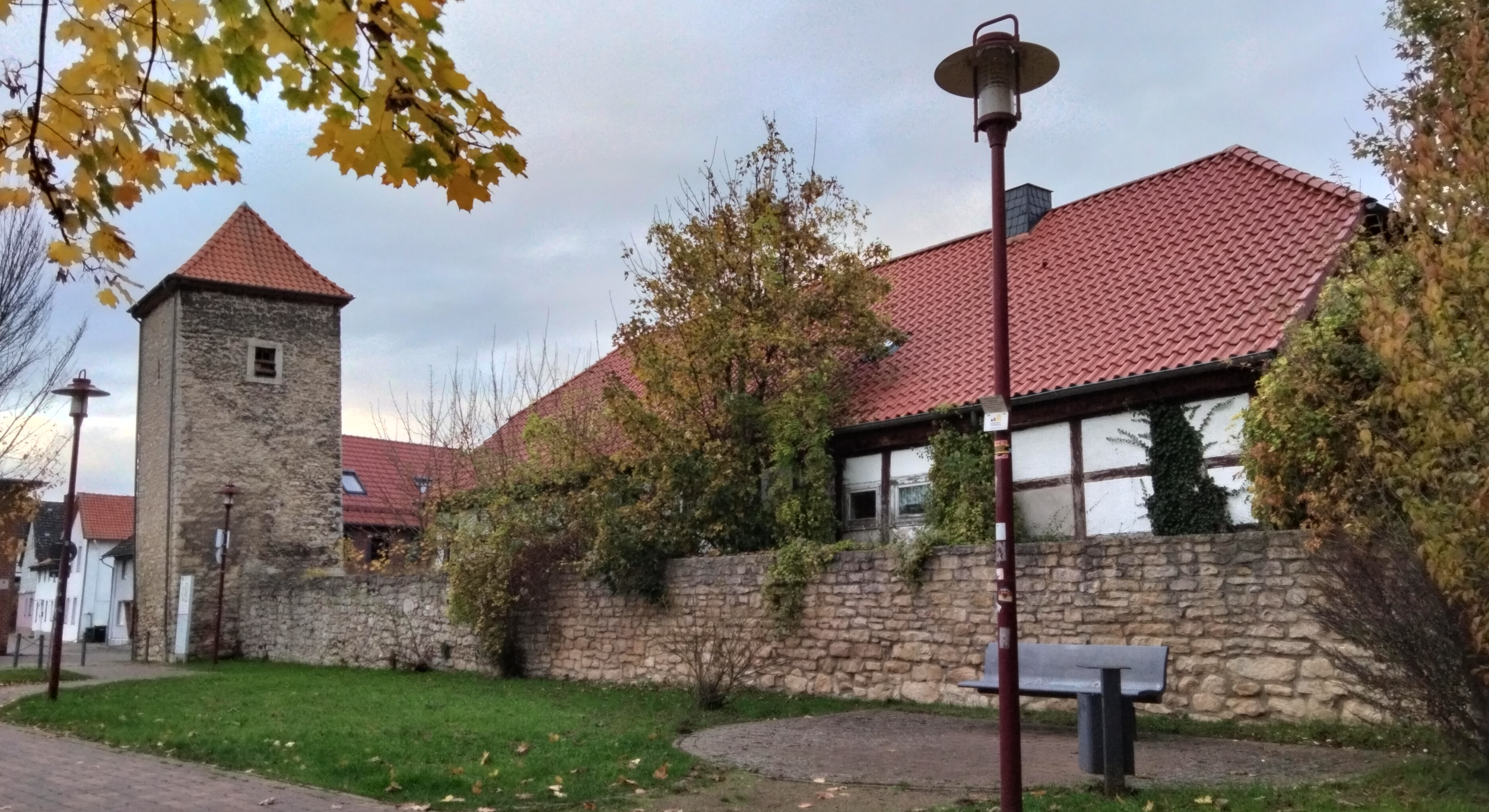
Stadtmauerrest der Stadtbefestigung Gronau mit dem Schiefen Turm und dem Bereich der früheren Burg Empne hinter der Stadtmauer

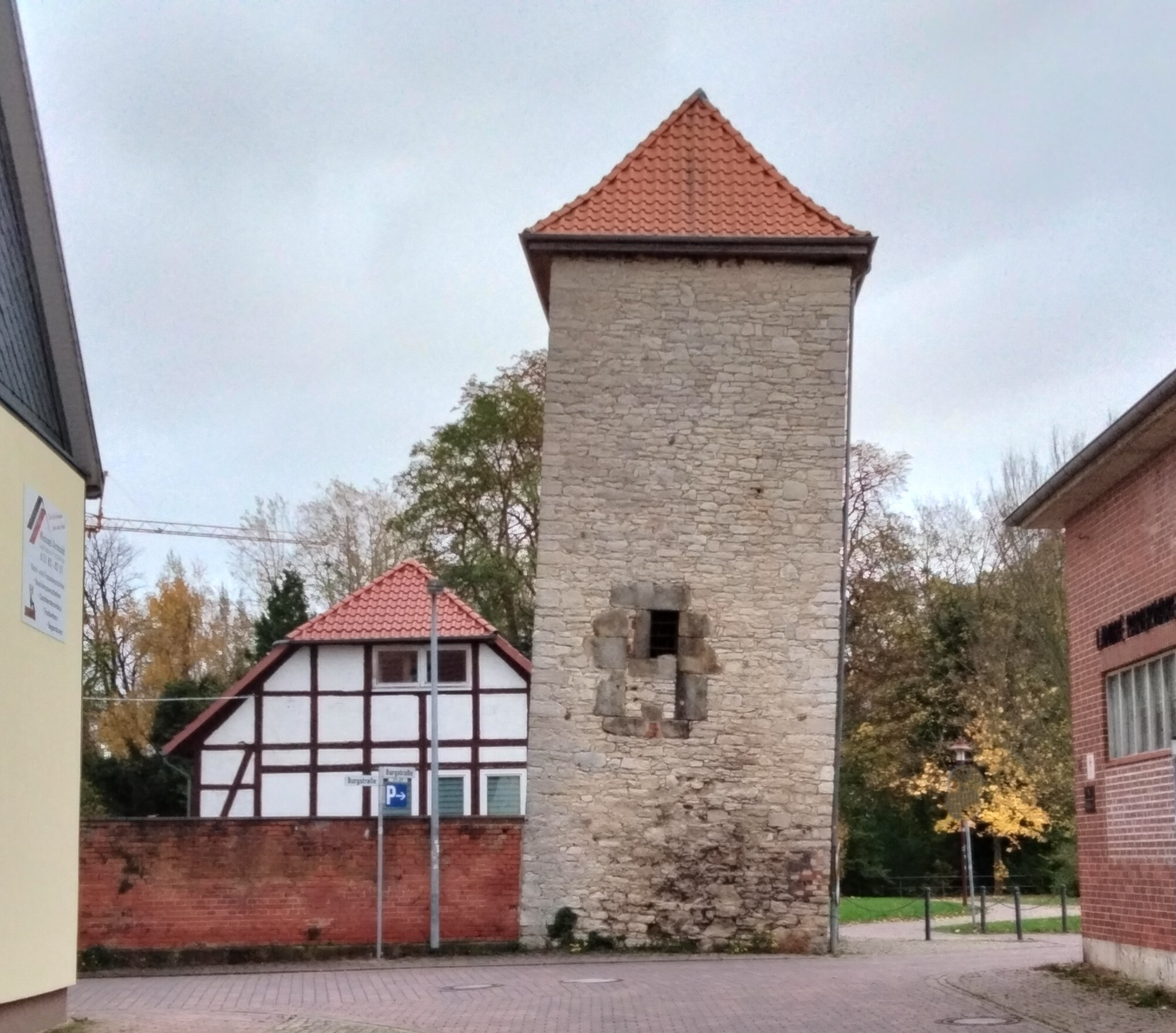
Schiefer Turm

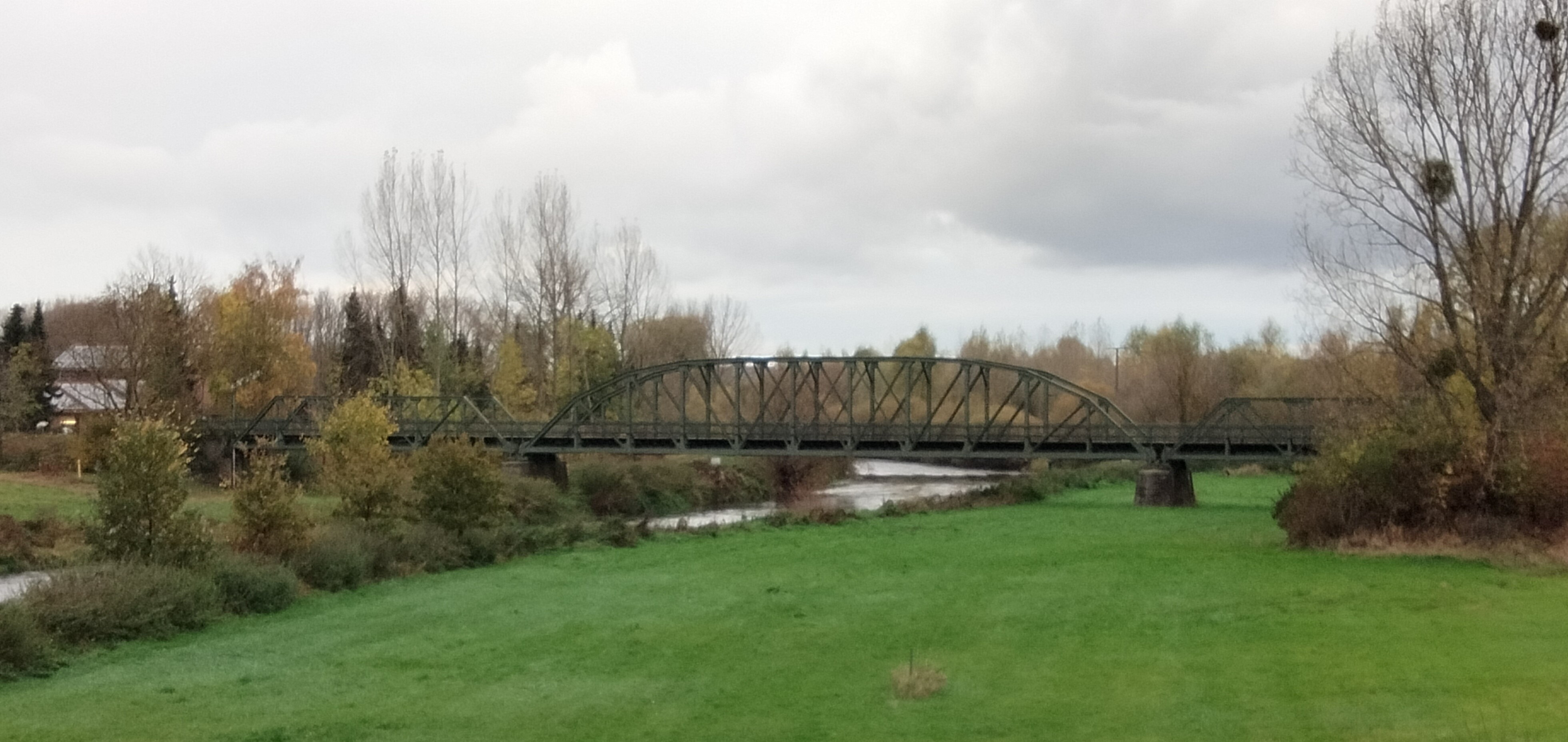
Ehemalige Eisenbahnbrücke der Bahnstrecke Bodenburg–Elze über die Leine

Das Stadtbild ist geprägt durch zahlreiche Fachwerkhäuser in traufständiger Bauweise, wie sie für das südliche Niedersachsen typisch sind. Seit Ende des Zweiten Weltkriegs und mit der Zuwanderung von Flüchtlingen und Heimatvertriebenen aus den ehemals deutschen Ostgebieten entstanden mehrere Neubaugebiete. Diese Entwicklung hält bis heute an.
- Im Luftbild ist der historische Ortskern der Kleinstadt noch gut zu erkennen. Viele nach dem Stadtbrand von 1795 erbaute Fachwerkhäuser sind gut erhalten.
- Der Ort war seit dem Mittelalter durch die Stadtbefestigung Gronau geschützt. Sie bestand aus einer umlaufender Stadtmauer mit Wall, den beiden als Stadtgraben dienenden Flussarmen der Leine sowie dem Steintor und dem Leintor als Zugänge. Reste der Stadtmauer sind am Nordwall und am Südwall mit dem Schiefen Turm als früherer Mauerturm vorhanden. Anstelle der Wälle sind heute entsprechend betitelte Fuß- und Radwege, die an den Verlauf erinnern (Nordwall und Südwall).
- Die mittelalterlichen Burgmannshöfe haben sich, bedingt durch Stadtbrände, in veränderter Form erhalten. Dies sind der Bock’sche Hof I, der Bock’sche Hof II, der Engelbrechten’sche Hof, der Dötzum’sche Hof und der Paterhof.
- Im Jahr 1309 wurde erstmals die St. Matthäi-Kirche als dem heiligen Matthäus geweihte Kirche zu Gronau urkundlich erwähnt. Der Bau wurde 1457 begonnen, der Turm ist in seinem Kern etwas älter. Die Kirche wurde 1936 durch das Landeskirchenamt als denkmalschutzwürdig eingestuft.
- Das Gebäude Marktplatz 3, ein 1831 erbautes Fachwerkhaus und eines der größten Fachwerkgebäude der Stadt, diente ursprünglich als Schule und ist heute das Verwaltungsgebäude II der Samtgemeinde.[9]
- Im Norden der Stadt, außerhalb des historischen Stadtkerns, steht am Kleiweg die Ruine der gotischen St. Georgskapelle, die zu einem 1960 abgerissenen Hospiz gehörte, in dem möglicherweise im Mittelalter Kranke mit ansteckenden Krankheiten außerhalb der Stadt behandelt wurden.[10] Typisch für die Zeit der Erbauung sind die Spitzbögen der Fenster und des Eingangs.
- An der Nordseite Gronaus verlief die Bahnstrecke Bodenburg–Elze, eine Eisenbahnstrecke, die in den 1980er Jahren stillgelegt wurde. Die ehemalige Eisenbahnbrücke über die Leine ist heute eine Rad- und Fußgängerbrücke.

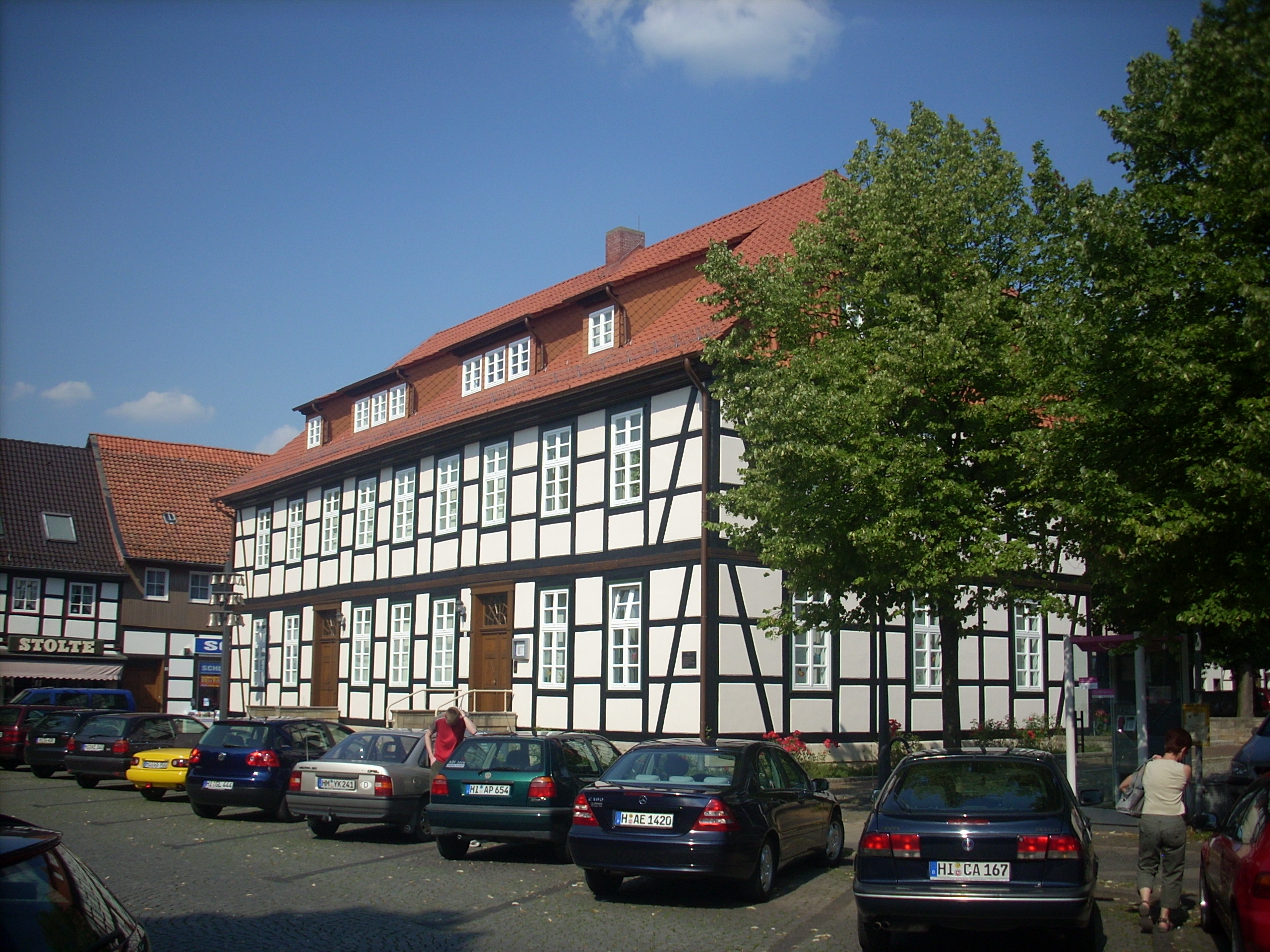
Verwaltungsgebäude II der Samtgemeinde
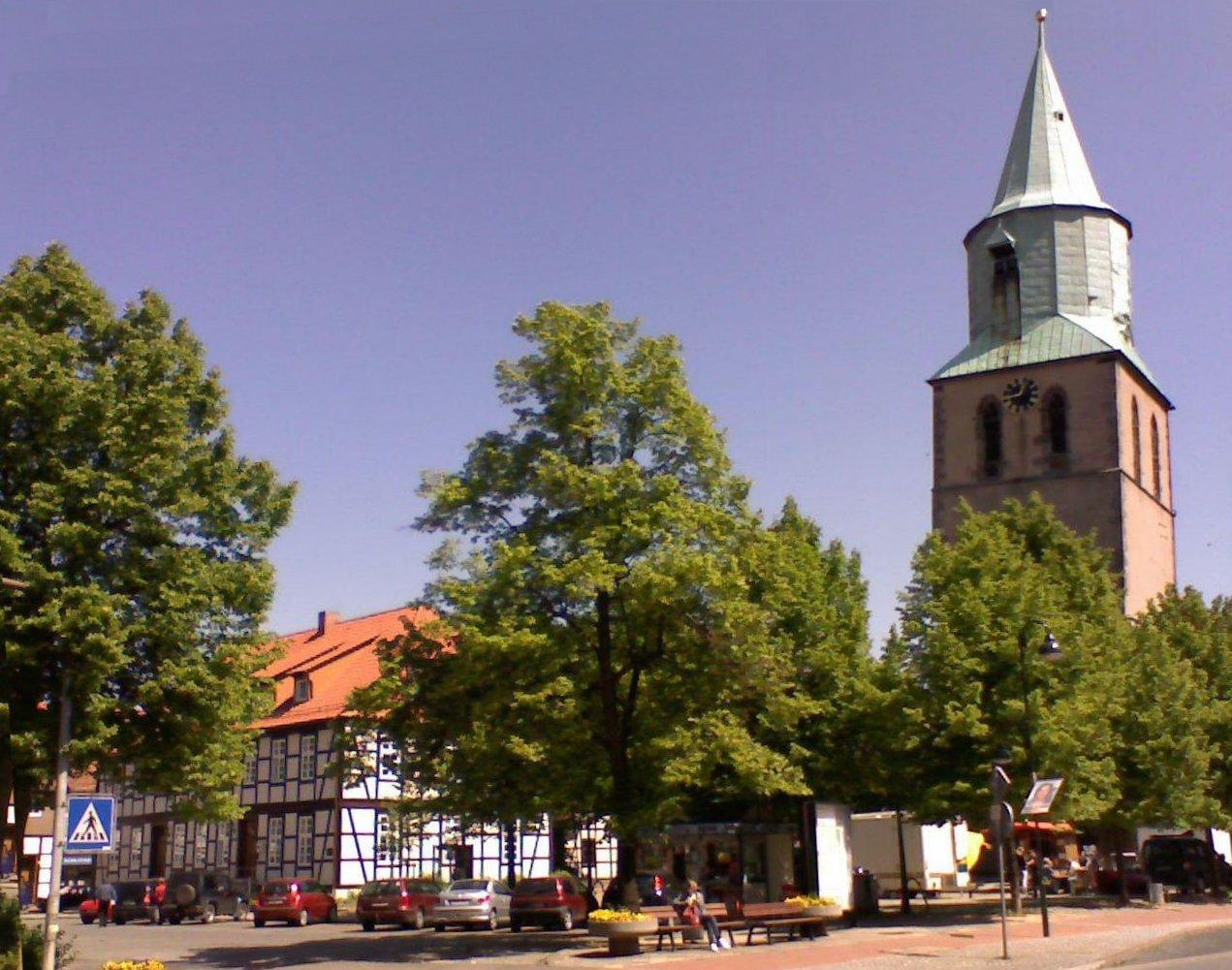
Marktplatz mit St. Matthäi-Kirche
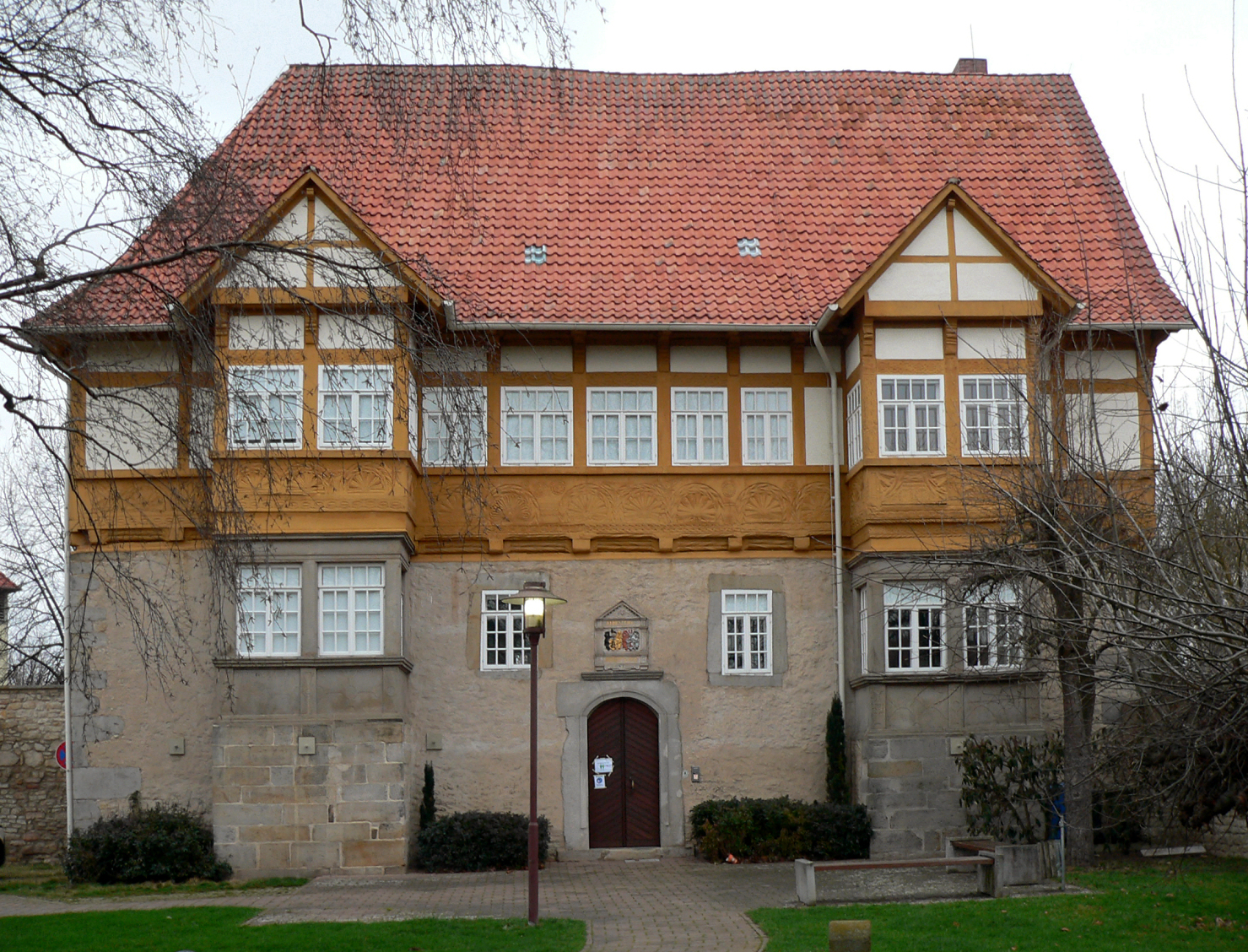
Das Stadtmuseum von Gronau im Engelbrechten’schen Hof
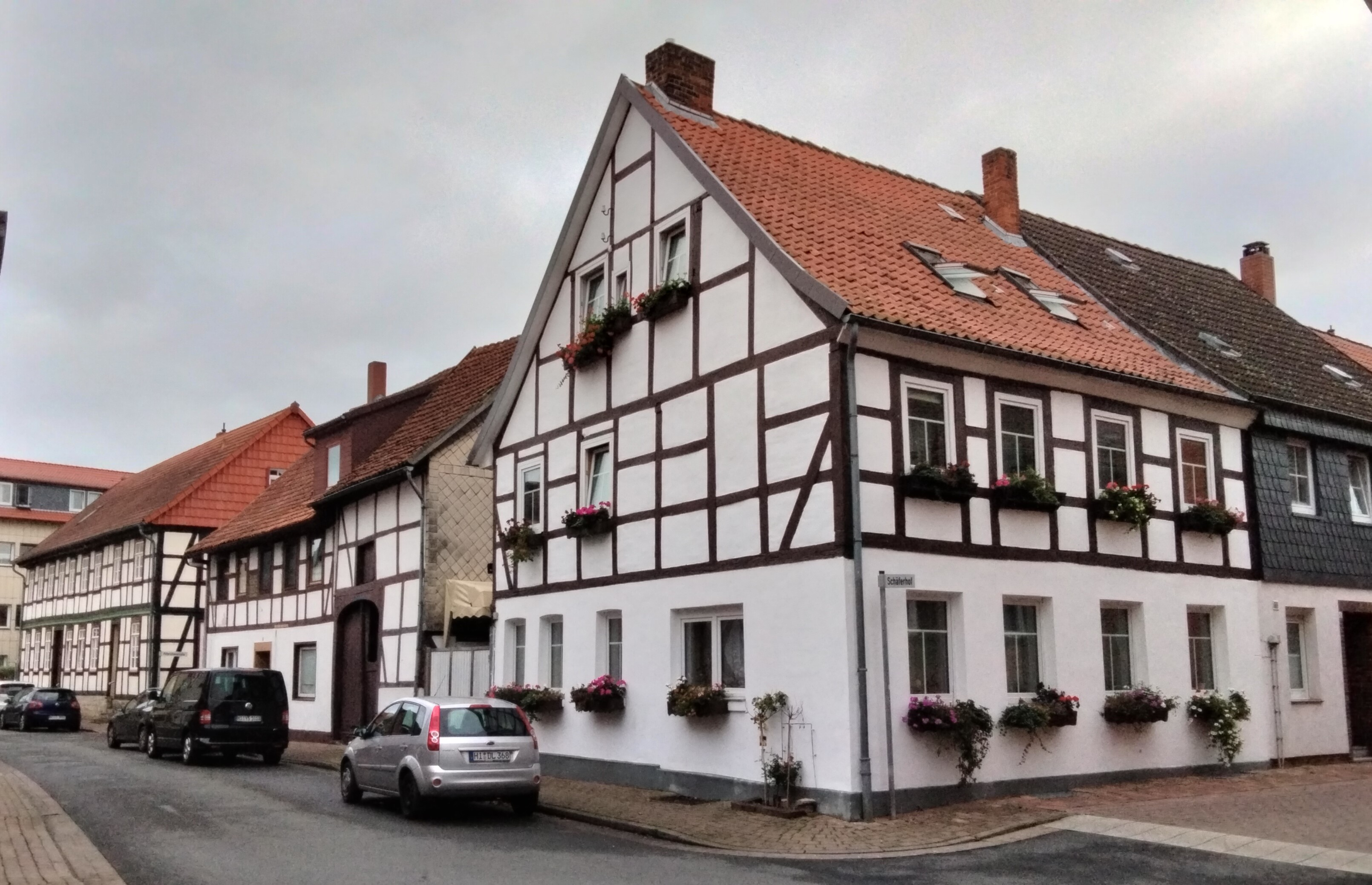
Fachwerkhäuser Südstraße Ecke Schäferhof
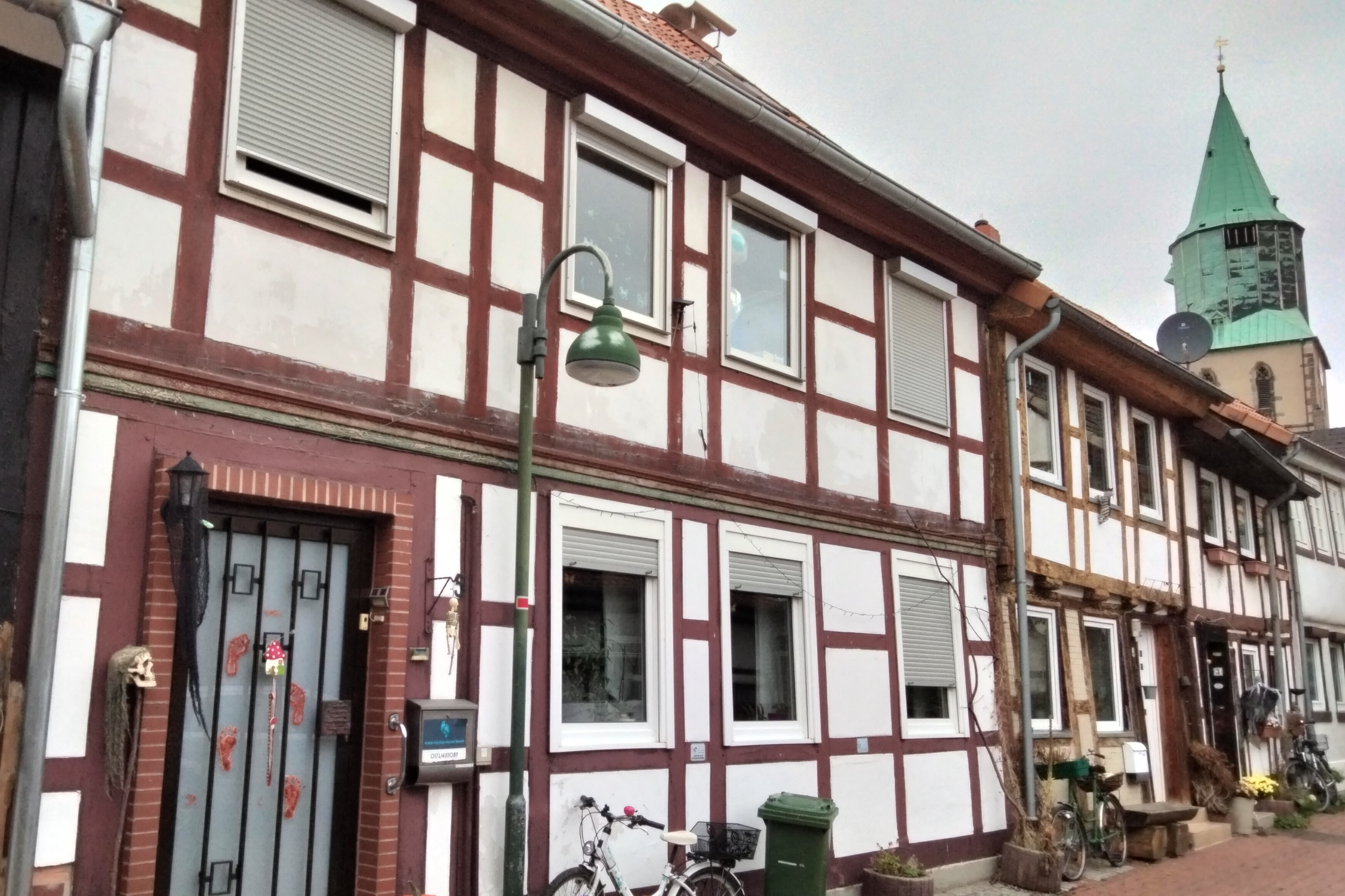
Fachwerkhäuser in der Kiesau
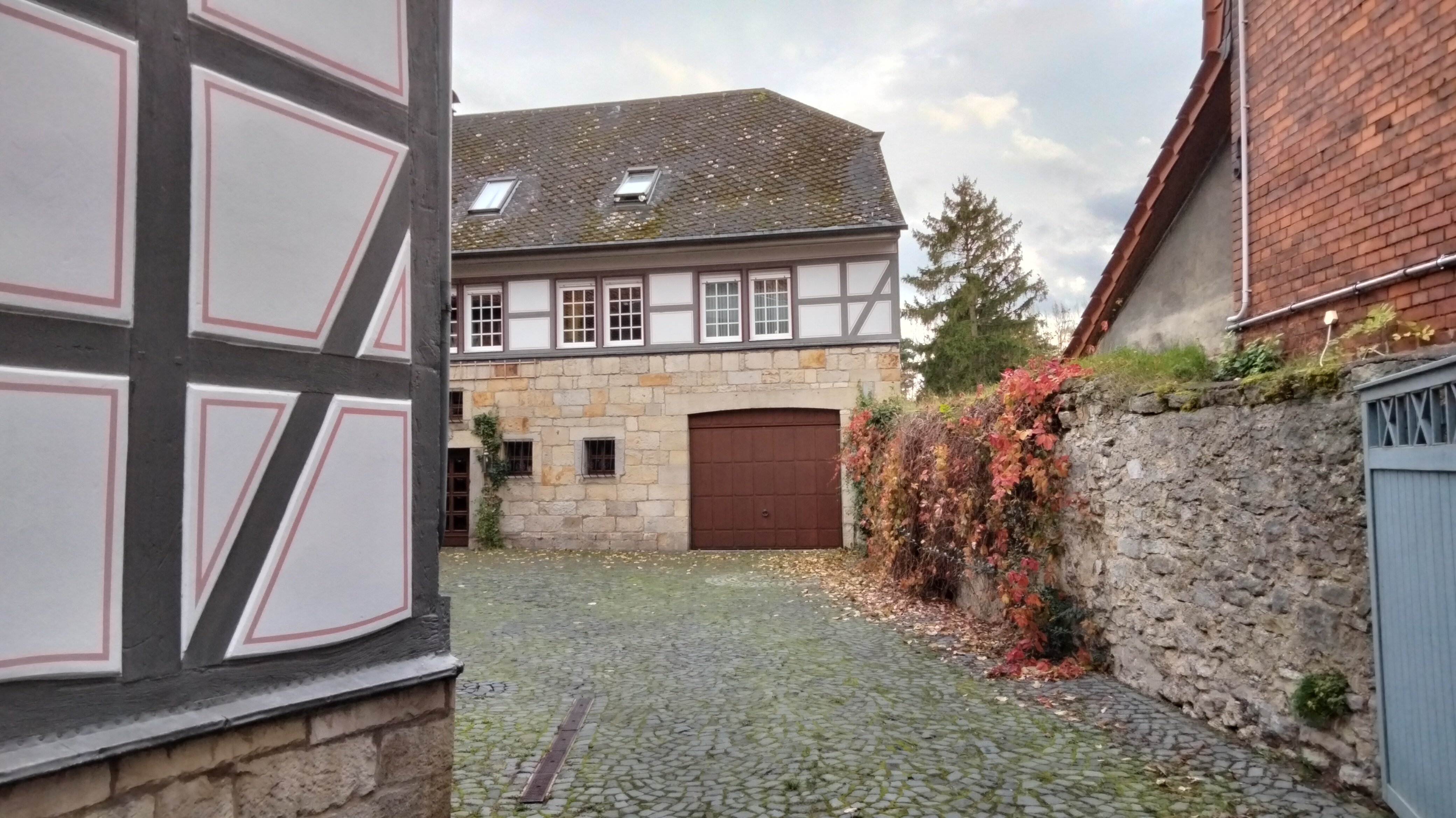
Stadtmauerrest in der Südstraße
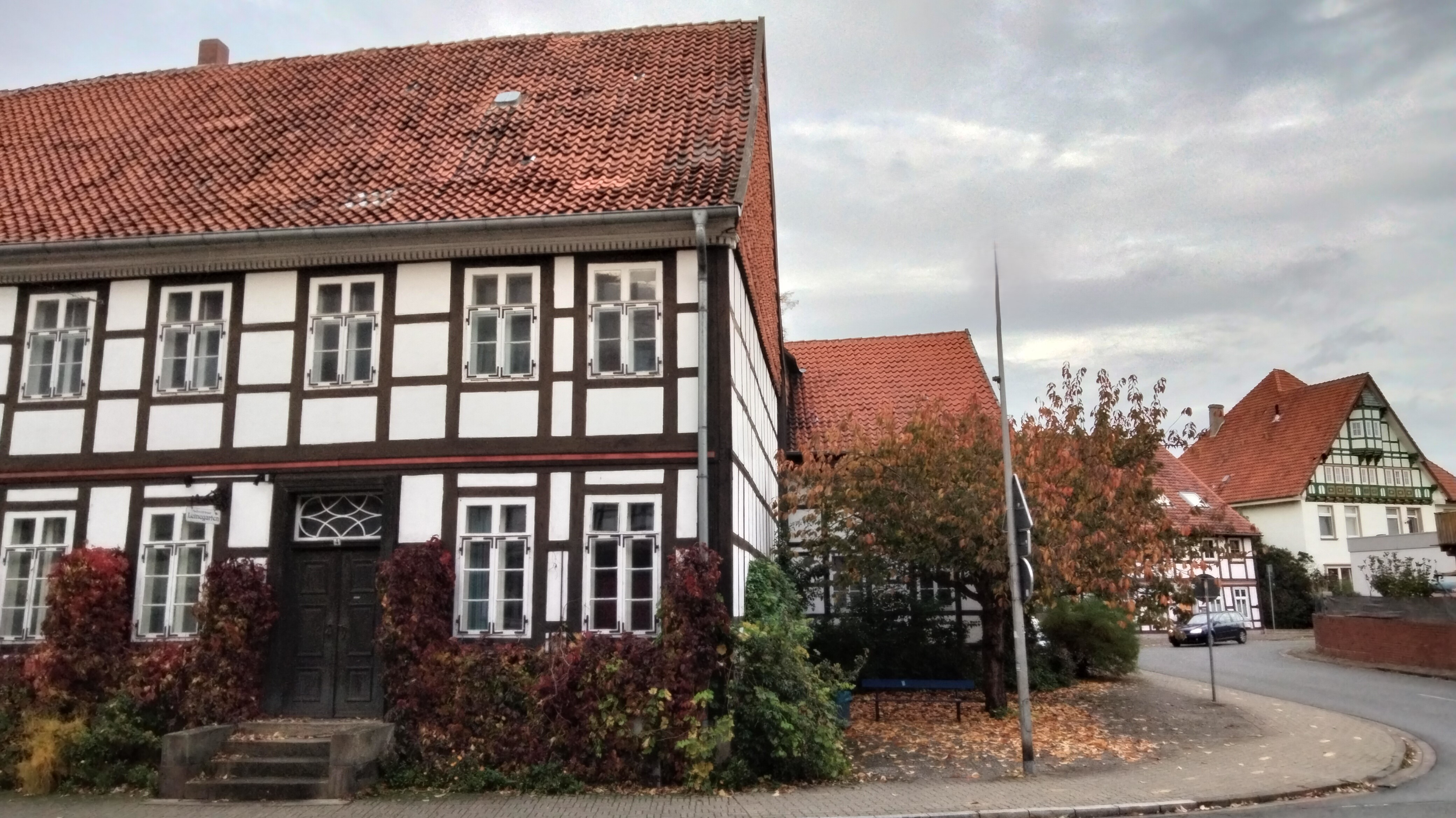
Am heutigen Platz „Leintor“ stand im Mittelalter das gleichnamige Stadttor

### Grünflächen und Naherholung
Das Naturschutzgebiet Leineaue zwischen Gronau und Burgstemmen liegt nördlich von Gronau (Leine). Es stellt einen Ausschnitt des Mittellaufs der Leine mit ihrer Aue und Teilen der Hänge des Uthberges und des Rammelsberges im Osten unter Schutz. Die periodisch überflutete Niederung wird geprägt vom mäandrierenden Flusslauf mit Altarmen und Flutmulden. Die Leine wird vielfach von Auwaldresten begleitet. Daneben sind Feuchtwiesen und staudenreiche Brachflächen zu finden. Die in das Naturschutzgebiet einbezogenen Hänge sind durch Wälder und Gebüsche sowie Reste von Magerrasen und Streuobstwiesen geprägt. Im Süden des Naturschutzgebietes liegt ein ehemaliges Tonabbaugebiet in der Leineniederung und stellt diese und aufgelassene Klärteiche unter Schutz. Das Gebiet wird von einem Nebeneinander von Teichen, Verlandungs- und Röhrichtzonen und anschließenden Feuchtwiesen geprägt. Es stellt ein bedeutendes Brut-, Rast- und Überwinterungsbiotop für Wasservögel dar.

## Persönlichkeiten

### Söhne und Töchter der Stadt
- Conrad Breihan († 1570), Brauer und Erfinder einer nach ihm benannten Biersorte[11]
- Conrad Wiedemeyer (1533–1598), braunschweig-lüneburgischer Großvogt[12]
- August Basilius Disper (1633–1700), Fürstlich Waldeckischer Haushofmeister zu Arolsen[13]
- Hermann Plathner (1831–1902), Maler der Düsseldorfer Schule
- Friedrich von Mejer (1843–1932), in Haus Escherde geborener preußischer Generalleutnant
- Philipp Heinrich Ast (1848–1921), Schäfer und Kräuterheilkundiger
- August von Rheden (1853–1907), königlich preußischer Landrat und Politiker
- Adolf Plathner (1861–1937), hannoverscher Jurist und Senator[14]
- Armin Kaufmann (1922–1985), geboren in Banteln, Rechtswissenschaftler und Hochschullehrer
- Dieter von Levetzow (* 1925), Maler, Bildhauer und Medailleur
- Werner Bumann (1931–1986), Sportler
- Burkhardt Lindner (1943–2015), in Haus Escherde geborener Literaturwissenschaftler und Germanist
- Heino Finkelmann (* 1945), Chemiker und Hochschullehrer
- Andreas Schmidt-Colinet (* 1945), Klassischer Archäologe
- Hans-Dietrich Schultz (* 1947), Geograph
- Günter Quadflieg (* 1950), Designer, Fotograf und Komponist
- Jürgen Mlynek (* 1951), Physiker
- Frank Kirchhoff (* 1960), geboren in Barfelde, Neurowissenschaftler und Hochschullehrer
- Arne Feuring (* 1963), Verwaltungsjurist und Polizeibeamter
- Hartwig Othmer (* 1963), Jurist
- Friederike Sattler (* 1964), Historikerin

### Personen, die mit der Stadt in Verbindung stehen
- Heinrich Bünting (1545–1606), Theologe und Geograf, u. a. Schöpfer der Kleeblatt-Weltkarte, war von 1572 bis 1591 Pfarrer in Gronau an der Leine
- Christoph Friedrich Plathner (1671–1755), comes palatinus in Goslar[15]
- Georg Sauerwein (1831–1904), Sprachwissenschaftler, Dichter, Publizist und Pazifist, sein Grab befindet sich auf dem Evangelischen Friedhof in Gronau, dort aufgewachsen

## Feuerwehr
Neben der Freiwilligen Feuerwehr in der Kernstadt Gronau (Leine) gibt es auch in den Ortsteilen eigene Freiwillige Feuerwehren. Die Freiwillige Feuerwehr der Kernstadt gliedert sich in die Bereiche Einsatzabteilung, Kinderfeuerwehr, Jugendfeuerwehr, Musikzug sowie die Alters- und Ehrenabteilung. Sie verfügt über acht Fahrzeuge.
Neben der der Kernstadt gibt es in den folgenden Ortsteilen ebenfalls eine Freiwillige Feuerwehr:
- Banteln
- Betheln (Zusammenschluss aus Betheln und Haus Escherde)
- Brüggen
- Despetal (Zusammenschluss aus Barfelde, Eitzum und Nienstedt)
- Rheden
- Wallenstedt (Zusammenschluss aus Heinum und Wallenstedt)